# Лютер, Роберт Эрнстович
Роберт Эрнстович Лютер (р. 8 марта 1945, Бежецк) — главный дирижёр Башкирского государственного театра оперы и балета с 2005 по 2009 год. Заслуженный человек Молдавии (2000).

## Биография
Лютер Роберт Эрнстович родился в городе Бежецке (ныне — Тверской области).
В 1962 году окончил Хоровое училище (педагоги: по классу фортепиано — С. И. Файнштейн, по классу дирижирования — Ф. М. Козлов), Ленинградскую государственную консерваторию им. Н. А. Римского-Корсакова по двум специальностям: в 1972 году — хоровое дирижирование (класс проф. Е. П. Кудрявцевой), в 1976 году — оперно-симфоническое дирижирование (класс проф. Э. П. Грикурова).
С 1977 по 1980 годы учился в аспирантуре в Московской консерватории (класс проф. Г. Н. Рождественского).
Место работы: с 1973 года 17 лет работал в Ленинградском государственном академическом театре оперы и балета им. С. Кирова (ныне Государственный академический Мариинский театр), где за принимал участие во всех постановках театра. В 1981 году с оркестром театра записал музыку к фильму-оперетте «Сильва».
Работал с оперными и симфоническими коллективами Голландии, Германии, Австрии, Италии, США, Румынии, Италии, Южной Кореи.
В 1990 году эмигрировал в США. Жил в г. Сиэтл. С 19 августа 1991 года — дирижёр в Вене, Австрия.
В 1991—1994 годах работал в Венской государственной опере (Австрия), где был музыкальным руководителем и постановщиком спектаклей: «Травиата» Дж. Верди, «Жизель» А. Адана, «Дон Кихот» Л. Минкуса.
В 1999 году — музыкальный директор компании «Американская опера» (Нью-Йорк).
Был музыкальным руководителем и участником международных фестивалей: «Bangkok dance and music festival» (Таиланд), «Music of Martishor» (Молдова), «Athens opera and ballet festival» (Греция).
В 2005—2009 годах работал главным дирижёром Башкирского государственного театра оперы и балета, где в качестве музыкального руководителя и дирижёра поставил спектакли: «Риголетто» и «Бал-маскарад» Дж. Верди, «Фауст» Ш. Гуно, «Ромео и Джульетта» С. Прокофьева, «Аркаим» Л. Исмагиловой, «Том Сойер» П.Овсянникова, «Дон Жуан» В.-А. Моцарта, «Бахчисарайский фонтан» Б.Асафьева, «Раймонда» А. Глазунова, «Мадам Баттерфляй» Дж. Пуччини и национальную оперу «Послы Урала» З.Исмагилова, постановка которой была приурочена к 450-летию добровольного вхождения Башкирии в состав России.
С Башкирским государственным театром оперы и балета гастролировал в Португалии, Таиланде и Южной Корее.
Личные ангажементы в США, Нидерландах, Германии, Италии, Голландии, Австрии, Румынии, Франции, Южной Корее, Сицилии, Тайване.
С 2010 года — дирижёр театра «Санкт-Петербург Опера».

## Творчество
В репертуаре Р. Лютера более 60 спектаклей оперной и балетной классики.

## Семья
Сын — Лютер Святослав Робертович (1971—2016) — являлся дирижёром Государственного симфонического оркестра Санкт-Петербурга. Вечером 15 мая 2016 года он был обнаружен мёртвым в своей квартире; предварительная версия причины смерти — самоубийство.
Дочь — Мария (род. 1975), (филолог).
Сын — Luther, Yuri Robert (род.1989). Сын — Александр (род. 2016)

## Награды и звания
- Om Emerit (29 февраля 2000 года, Молдавия) — за выдающиеся успехи в творческой деятельности и особые заслуги в развитии музыкального искусства и международных культурных связей[4].